# Christian van Bracht
Christian van Bracht (ca. 1637 i Eckernförde , Holland – 29. september 1720) var en dansk hoflakerer.

## Ansættelser
Bracht holdt bryllup 1661 i Amsterdam, men tog snart efter til Danmark. Senest 1669 havde han forbindelse med det danske hof, idet han dette år fik bestalling som hofmarmorerer. Januar 1671 fik Bracht udbetalt et års løn af kongens kasse med 500 rigsdaler, og siden fik han helt til 1706 sin løn af denne; til tider 300, andre gange 400 rigsdaler. Bracht fik også betaling for materialer (ca. 200 rigsdaler) for enkelte værker, og i hvert fald 1693 havde han fribolig i et af kongens huse i Frederiksholms-kvarteret, ligesom han også havde skattefrihed og modtog frit brændeved. Ved udbetalinger kunne han repræsentere fraværende kolleger (f.eks. Gelton), og han blev en periode sysselsat af Christian V som maleriindkøber.

## Arbejde
Bracht eller, som han kaldtes "Christian Laxeerer", udførte to forskellige arter af arbejde. Han marmorerede og lakerede, bistået af sine sønner, en del nyindrettede rum i de kongelige slotte, audienshus og galleri på Frederiksborg Slot 1684–86, riddersalen på Rosenborg Slot 1706, Frederiksberg Slotskirke 1711, og 1716 istandsatte han på Rosenborg et ældre kinesisk-lakeret rum. Derudover udførte han en del store prydkrukker i lak, ofte med fremspringende skulpturel dekoration (signerede stykker findes på Rosenborg i De Danske Kongers Kronologiske Samling), og en mængde små fingerfærdige kunststykker som miniatur rytterstatuetter af kongen på en søjle (Rosenborg), jagtbilleder i papmaché (Det Nationalhistoriske Museum på Frederiksborg Slot og Rosenborg), lakmalerier med landskaber (Designmuseum Danmark, Nationalmuseet), og en landskabsminiature (Statens Museum for Kunst).
Et formodet selvportræt (portrætmaleri på Frederiksborgmuseet, der viser ham omgivet af små kunststykker) er tilskrevet ham, og det samme gælder en lakstaffering af prædikestolen i Mariakirken, Bergen (1677).

## Familie
Han blev gift 1. gang 9. december 1661 med Lysbeth Adriaens i Oude Tichelstraat i Amsterdam og er indført i kirkebogen som 24 år gammel. Hun var født ca. 1638 i Amsterdam og blev begravet 29. maj 1679 på Holmens Kirkegård og var datter af Grietie Adriaens, der formentlig var enke; faderen kendes ikke. Gift 2. gang med ukendt, begravet 1. februar 1706 på Sankt Petri Urtegård. Gift 3. gang med ukendt.
Christian van Bracht blev assisteret af sine sønner, Christian Carl (-1691-1703(?)), Christoffer (-1706-) og Johan van Bracht (begravet 8. juli 1710 i København). 1691–97 gav kongen ham et tilskud på 200 rigsdaler til en søns uddannelse i Rom; men det er ikke til at sige, om det drejer sig om Johan eller Christian Carl, der begge fik rejsepas til Italien henholdsvis april og oktober 1691. Johan hentede 1703 materialer i Holland og nævnes i de sidste år utvetydigt som faderens medhjælper. Datteren Elisabeth van Bracht (ca. 1696-ca. 1736) var moder til Frederik Christian van Bracht.
Han er begravet i Sankt Petri Urtegård.

## Ekstern henvisning
- Wikimedia Commons har flere filer relateret til Christian van Bracht

|  | Artiklen om Christian van Bracht kan blive bedre, hvis der indsættes et (bedre) billede Du kan hjælpe ved at afsøge Wikimedia Commons for et passende billede eller uploade et godt billede til Wikimedia Commons iht. de tilladte licenser og indsætte det i artiklen. |